# Neomycobates tridentatus
Neomycobates tridentatus är en kvalsterart som beskrevs av Wallwork 1963. Neomycobates tridentatus ingår i släktet Neomycobates och familjen Punctoribatidae. Inga underarter finns listade i Catalogue of Life.